# انسداد الأمعاء بالحصاة الصفراوية
انسداد الأمعاء بالحصاة الصفراوية هو شكل من أشكال انسداد الأمعاء الذي ينجم من وجود حصوة المرارة داخل الجهاز الهضمي. قد تشمل الأعراض آلام البطن بشكل متقطع والقيء والإمساك. و في حالات أقل شيوعًا، قد يحدث اصفرار الجلد. يمكن أن تشمل المضاعفات الإنتان والتهاب البنكرياس.
تشمل عوامل الخطر حصوات المرارة التي يزيد حجمها عن 2 سم، وحالات التهاب المرارة المتكررة. تتضمن الآلية الأساسية الالتهاب الذي يؤدي إلى تكوين اتصال بين المرارة والجهاز الهضمي والذي يمكن أن تمر من خلاله حصوات المرارة.و يمكن أن تعلق حصوات المرارة بعد ذلك، وغالبًا ما يحدث ذلك في الجزء السفلي من اللفائفي (جزء من الأمعاء الدقيقة). قد يتم تشخيص حصوات المرارة عن طريق التصوير الإشعاعي الطبي.
يقوم العلاج على عملية جراحية. قد تتضمن العملية الجراحية إزالة حصوة المرارة، وإغلاق الفتحة بين المرارة والجهاز الهضمي، وإزالة المرارة. في كثير من الأحيان يتم تنفيذ الجزء الأول فقط في البداية، مع إمكانية إجراء جراحة ثانية إذا استمرت الأعراض. ويصل خطر الوفاة إلى حوالي 20%.
يحدث انسداد الأمعاء الناتج عن حصوات المرارة لدى حوالي 4 من كل 1000 شخص مصاب بحصوات المرارة. ويمثل حوالي 2.5% من انسدادات الأمعاء الدقيقة وأقل من 0.1% من انسدادات اللفائفي. يشيع تأثر النساء بهذا المرض أكثر من الرجال بثلاث مرات. كما أنه أكثر شيوعًا لدى الأشخاص الذين تزيد أعمارهم عن 60 عامًا. تم اكتشاف هذه الحالة لأول مرة بواسطة توماس بارثولين عام 1654.

## العلامات والأعراض
قد تشمل الأعراض آلام البطن بشكل متقطع والقيء والإمساك، وفي حالات أقل شيوعًا قد يحدث اصفرار الجلد، ويمكن أن تشمل المضاعفات الإنتان والتهاب البنكرياس.

## الأسباب
يعتقد أنه ناتج عن انحشار حصوة في الجهاز الهضمي بعد مرورها عبر ناسور صفراوي معوي.

## التشخيص
يتطلب تشخيص انسداد الأمعاء الناتج عن حصوة مرارة دراسات إشعاعية حيث تقسم النتائج الإشعاعية المتعارف عليها بأسم ثلاثية ريغلز إلى:
- استرواح الجهاز الصفراوي (وجود هواء داخل الشجرة الصفراوية)
- دلالات على انسداد الأمعاء الدقيقة
- حصوة مرئية بالأشعة السينية على البطن

## العلاج
يتضمن العلاج الأولي إعطاء السوائل الوريدية، وقد يشمل شفط أنفي معدي إذا لزم الأمر. [7] نظراً أن انسداد الأمعاء الناتج عن حصوة المرارة يشكل نوعا من الانسداد العملي للأمعاء الدقيقة، فقد يشكل حالة طارئة تتطلب إجراء جراحة مفتوحة أو باستخدام المنظار (التنظير) لإزالة الحصوة العالقة. تقوم الاستراتيجيات المختلفة لتدبير العملية الجراحية على استئصال حصوة الأمعاء وحدها، ما يسمح باستئصال المرارة المتأخر بعد فترة خالية من الالتهاب من 4 إلى 6 أسابيع (وبالتالي جراحة من مرحلتين)، أو استئصال حصوة الأمعاء مع استئصال المرارة وتقسيم الناسور (جراحة من مرحلة واحدة). الاستراتيجيات المختلفة لتدبير العملية الجراحية مثيرة للجدل، وتعتمد على عوامل مثل قدرة المريض على تحمل الجراحة والأمراض المصاحبة. [8]

## المصطلحات
متلازمة بوفيريه: تشير إلى انسداد الأمعاء الناتج عن حصوة مرارة عكسية، حيث تنتقل الحصوة إلى الاتجاه العلوي وتسبب انسداد مخرج المعدة عن طريق انحشارها في الجزء الأول من الاثني عشر.
تعدّ تسمية "انسداد الأمعاء الناتج عن حصوة المرارة" تسمية خاطئة، لأن الانسداد بحسب التعريف فشل غير عملي في حركة الأمعاء على عكس الانسداد العملي الذي تسببه الحصوة.